# Las Kuźnicki
Las Kuźnicki – las położony we Wrocławiu na osiedlu Kuźniki. Rozciąga się do terenu ogródków działkowych położonych przy ulicach Hermanowskiej i Puckiej, w kierunku północnym, wzdłuż prawego (wschodniego) brzegu rzeki Ślęza, aż do linii kolejowej nr 273. Od zabudowy osiedla las ten oddzielony jest łąką. Jest to las komunalny. Ma powierzchnię 9,36 ha (według danych z 2003 roku). W rejonie tego lasu przez rzekę przerzucona jest kładka umożliwiająca przeprawę na osiedle Żerniki położone po drugiej stronie Ślęzy (prawy, zachodni brzeg rzeki w rejonie ulicy Szczecińskiej, gdzie znajdują się tereny różnych zakładów i firm). Drzewostan lasu od terasy rzeki Ślęza oddzielony jest wałem przeciwpowodziowym na całej jego długości wzdłuż biegu rzeki. W drzewostanie dominują głównie dęby, jesiony i graby, a podszyciu dziki bez i głóg. W lesie znajduje się pozostałość po niewielkim, zdewastowanym cmentarzu poniemieckim (Alter Gemeindefriedhof Schmiedefeld, cmentarz powstały w 1888 roku na potrzeby gminy Kuźniki, włączonej do Wrocławia w 1928 roku, zlikwidowany w 1963).

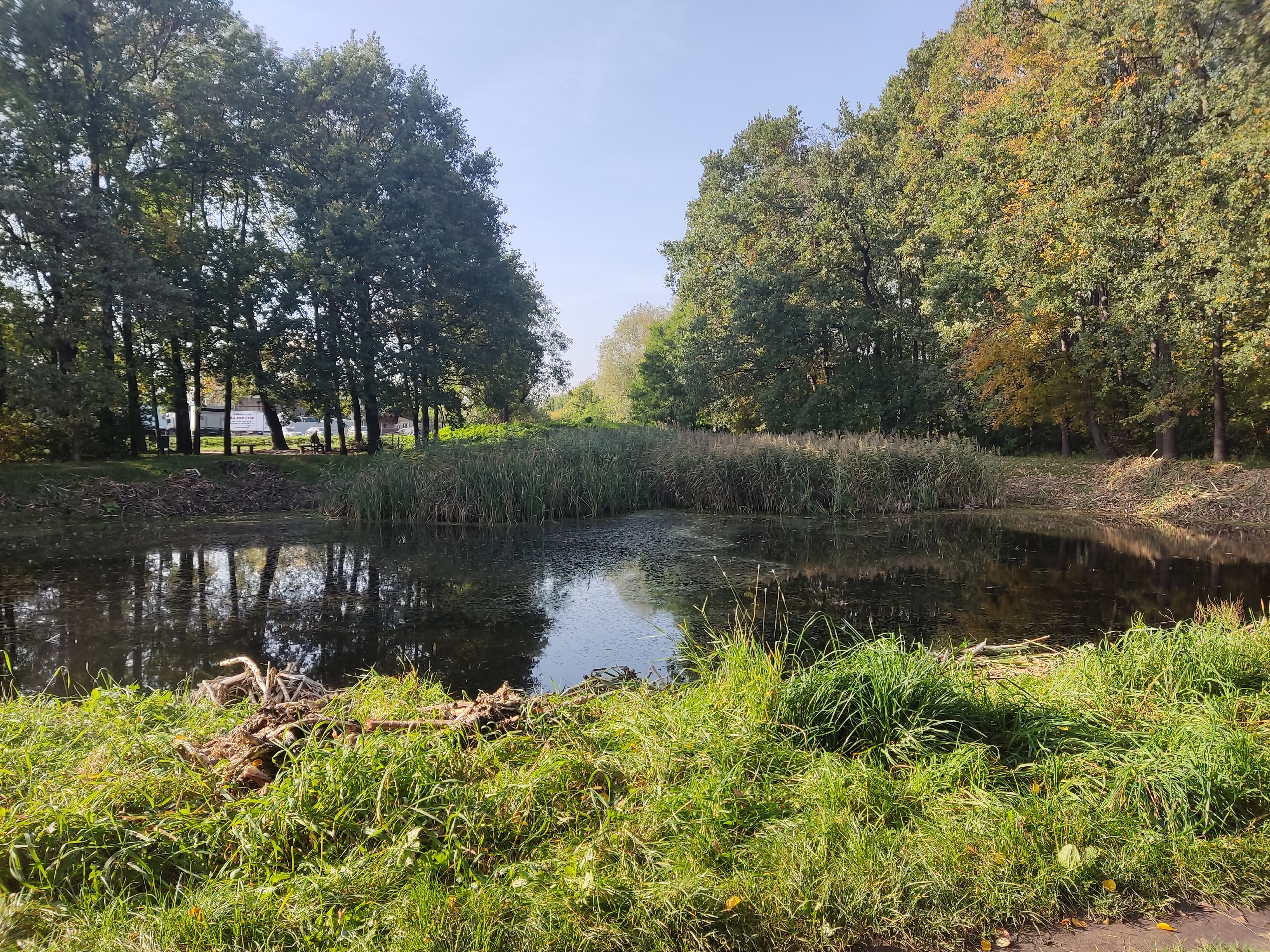
Staw położony w południowej części lasku

Obowiązująca nazwa została nadana temu lasowi w § 1 pkt 34 uchwały nr LXXI/454/93 Rady Miejskiej Wrocławia z 9 października 1993.